# بلپر
بلپر (به انگلیسی: Belper) یک شهرک در انگلستان است که در میدلند شرقی واقع شده‌است.
این شهرک به دلیل قرار داشتن کارخانه‌های صنعت نساجی در این منطقه و ثبت آثار آن در میراث جهانی یونسکو شناخته میشود.

## خصوصیات
بلپر ۲۰٬۵۴۸ نفر جمعیت دارد.